# Оливейра, Аманда ди
Катрин Аманда Бадокко Элен ди Оливейра (порт. Catherine Amanda Badocco Helene de Oliveira; род. 6 января 1987, Париж) — бразильская ватерполистка, подвижный нападающий. Участница летних Олимпийских игр 2016 года, двукратный бронзовый призёр Панамериканских игр 2011 и 2015 годов.

## Биография
Аманда ди Оливейра родилась 6 января 1987 года во французском городе Париж.
Играла в водное поло за «Пиньейрос» из Сан-Паулу.
В составе женской сборной Бразилии дважды выигрывала бронзовые медали ватерпольных турниров Панамериканских игр — в 2011 году в Гвадалахаре и в 2015 году в Торонто.
В 2007 году участвовала в чемпионате мира в Мельбурне, где бразильянки заняли 10-е место.
В 2016 году вошла в состав женской сборной Бразилии по водному поло на летних Олимпийских играх в Рио-де-Жанейро, занявшей 8-е место. Играла на позиции подвижного нападающего, провела 6 матчей, забросила 4 мяча (два в ворота сборной Китая, по одному — Италии и Австралии).

## Семья
Сестра-близнец — Тесс ди Оливейра (род. 1987), бразильская ватерполистка. Участница летних Олимпийских игр 2016 года.